# Pridvorica (Gacko)
Pour les articles homonymes, voir Pridvorica.
Pridvorica (en serbe cyrillique : Придворица) est un village de Bosnie-Herzégovine. Il est situé dans la municipalité de Gacko et dans la république serbe de Bosnie. Selon les premiers résultats du recensement bosnien de 2013, il ne compte plus aucun habitant.

## Histoire
Durant la Seconde Guerre mondiale, la totalité de la population du village fut massacrée par les Musulmans affiliés au mouvement oustachi croate, qui collaborait avec le régime nazi. Sur la centaine d'habitants du village, seule une enfant, Gaja Skoko, survécut. Cet évènement tragique a inspiré l'écrivain et homme politique serbe Vuk Drašković dans son roman Le Couteau[réf. nécessaire].

## Démographie

### Évolution historique de la population dans la localité
| 1948 | 1953 | 1961 | 1971 | 1981 | 1991 | 2013 |
| ---- | ---- | ---- | ---- | ---- | ---- | ---- |
| -    | -    | 79   | 58   | 33   | 13,  | 0    |

|  |

### Répartition de la population par nationalités (1991)
En 1991, les 13 habitants du village étaient tous Musulmans (Bosniaques).

## Personnalité
Blagoje Adžić (1932-2012), ministre de la Défense du gouvernement yougoslave, est né dans le village.